# Прищепа, Иван Кузьмич (проректор)
Иван Кузьмич Прищепа (укр. Іван Кузьмич Прищепа; род. 20 апреля 1942, Смолянка, Куликовский район, Черниговская область, Украинская ССР) — советский военный и украинский хозяйственный деятель. Проректор по экономике и социальному развитию Национального юридического университета имени Ярослава Мудрого (1992—2021). Лауреат Государственной премии Украины в области архитектуры (2007) и Заслуженный строитель Украины (2009). Почётный гражданин Харькова (2018).

## Биография
Иван Прищепа родился 20 апреля 1942 года в селе Смолянка Куликовского района Черниговской области. В 1961 году был призван на срочную службу в Вооруженные силы СССР, служил в ракетных войсках стратегического назначения.
После демобилизации поступил в Хабаровское командно-инженерное училище, которое окончил в 1965 году. Получив офицерское звание, занял должность начальника расчёта группы пуска дивизиона. Затем занимал должности начальника отделения, главного инженера воинской части, командира дивизиона.
В 1974 году Иван Кузьмич окончил Харьковское высшее военное командно-инженерное училище, и в следующем году был назначен на должность помощника командира полка по инженерно-технической службе, а в 1979 году занял аналогичную должность на уровне дивизии и получил воинское звание подполковника. В 1981 году окончил Военный инженерный институт имени А. Ф. Можайского. Некоторое время служил заместителем начальника Харьковского высшего командно-инженерного училища, которое было ликвидировано в 1992 году. Иван Кузьмич завершил военную карьеру в звании полковника запаса Вооруженных сил Украины.

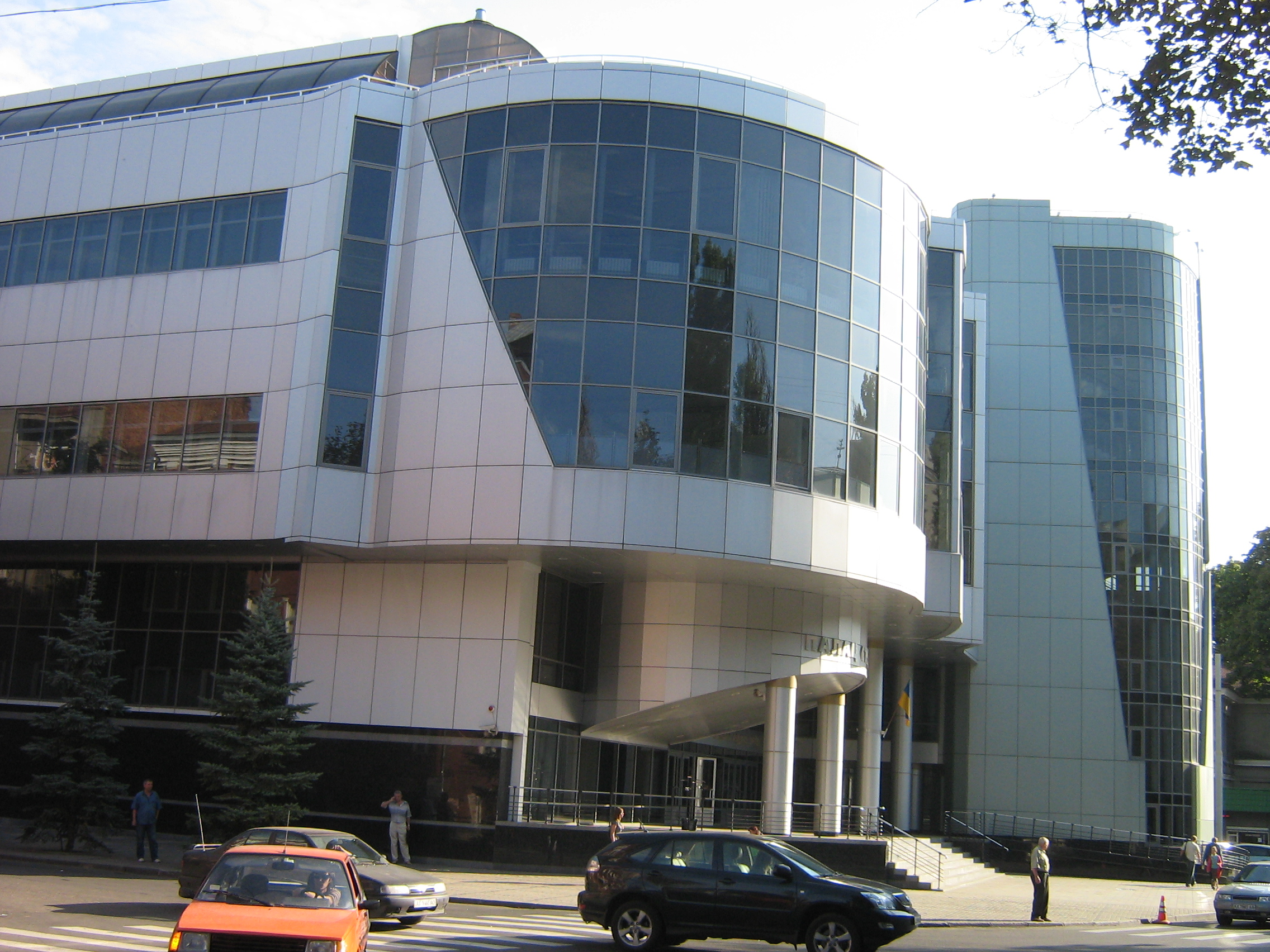
Культурно-просветительский комплекс (Дворец студентов) Национального юридического университета имени Ярослава Мудрого. Улица Пушкинская, 88

Начиная с 1992 года Иван Кузьмич работал в Украинской юридической академии (с 1995 по 2010 — Национальная юридическая академия Украины имени Ярослава Мудрого, с 2010 по 2013 Национальный университет «Юридическая академия имени Ярослава Мудрого», с 2013 года — Национальный юридический университет имени Ярослава Мудрого) на должности проректора по экономике и социальному развитию. На этой должности И. К. Прищепа занимался вопросами капитального ремонта и строительства, а также другими вопросами, связанными с развитием материальной базы вуза. Так, в числе зданий Национального юридического университета имени Ярослава Мудрого, в строительстве которых Иван Кузьмич принимал непосредственное участие были: учебно-спортивный комплекс (находится на улице Пушкинской, 104; построен в 1996 году), учебный комплекс (находится на улице Пушкинской, 106; построен в 2000 году) и культурно-просветительский центр (находится на улице Пушкинской, 88; построен в 2004 году). И. К. Прищепа был одним из тех, кто занимался созданием архитектурных проектов этих зданий.
Работая в Национальном юридическом университете имени Ярослава Мудрого, также был президентом его специализированных спортивных клубов — «Спортивного клуба дзюдо и самбо», который был создан в 1999 года и «Спортивного клуба вольной и греко-римской борьбы», который был создан в 2013 году.
1 июля 2021 года ректор Национального юридического университета имени Ярослава Мудрого Анатолий Гетьман назначил нового проректора по экономики и социальному развитию — Алексея Нестеровича.

## Награды
Иван Кузьмич был удостоен следующих наград, званий и отличий:
- Государственная премия Украины в области архитектуры (Указ[укр.] Президента Украины № 573/2007 от 27 июня 2007) — «за архитектуру культурно-просветительного центра Национальной юридической академии имени Ярослава Мудрого с актовым залом на 1300 мест в г. Харькове по ул. Пушкинской, 88»[9];
- Почётное звание «Заслуженный строитель Украины» (Указ Президента Украины № 619/2009 от 18 серпня 2009) — «за значительный личный вклад в социально-экономическое, культурное развитие Украинского государства, весомые трудовые достижения и по случаю 18-й годовщины независимости Украины»[10];
- Орден Красной Звезды (1979);
- Орден «Знак Почёта» (1984);
- Орден «За заслуги» II степени (Указ Президента Украины № 11/2018 от 20 января 2018) — «за значительный личный вклад в государственное строительство, социально-экономическое, научно-техническое, культурно-образовательное развитие Украинского государства, весомые трудовые достижения, многолетний добросовестный труд»[11];
- Орден «За заслуги» III степени (Указ Президента Украины № 1456/2004 от 9 декабря 2004) — «за весомый вклад в подготовку высококвалифицированных специалистов, многолетнюю плодотворную научную и педагогическую деятельность и по случаю 200-летия учебного заведения»[12];
- Почётная грамота Верховной рады Украины[укр.] (2004);
- Почётная грамота Кабинета министров Украины[укр.] (Постановление[укр.] Кабинета Министров Украины № 213 от 1 марта 2004) — «за весомый личный вклад в дело подготовки научных кадров и высококвалифицированных специалистов»[13];
- Нагрудный знак МОН Украины «Отличник образования» (2002);
- Почётный гражданин Харькова (Решение Харьковского городского совета от 20 июня 2018)[14];